# Ivan Franko (Schiff)
Die Ivan Franko war ein 1964 in Dienst gestelltes Passagierschiff der staatlichen sowjetischen Reederei Black Sea Shipping Company und Typschiff der Ivan-Franko-Klasse. Das nach dem ukrainischen Schriftsteller Iwan Franko benannte Schiff blieb auch noch nach dem Zerfall der Sowjetunion für die Reederei im Einsatz, ehe sie 1997 ausgemustert und im indischen Alang abgewrackt wurde.

## Geschichte

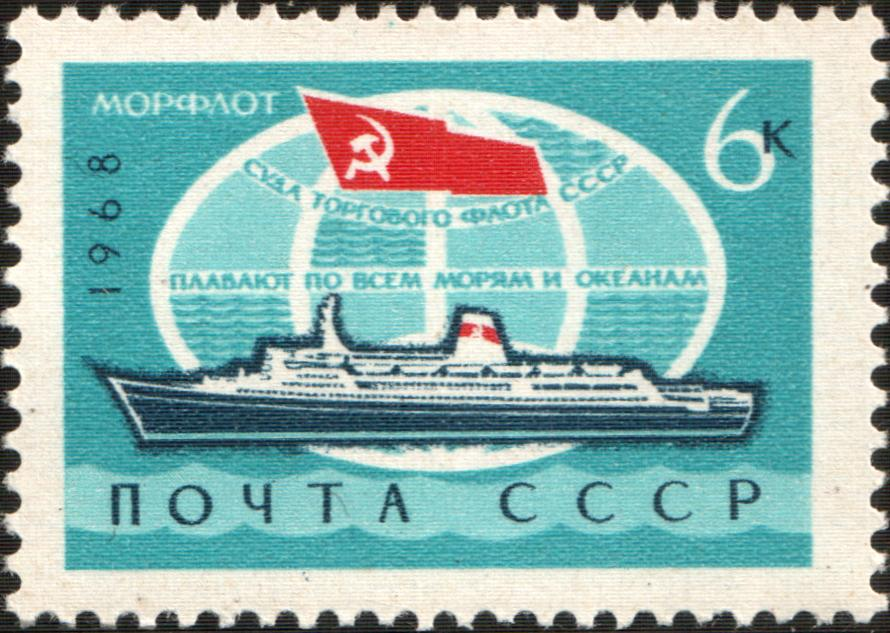
Sowjetische Briefmarke mit der Ivan Franko aus dem Jahr 1968

Die Ivan Franko entstand unter der Baunummer 125 in der Mathias-Thesen-Werft in Wismar und lief am 15. Juni 1963 vom Stapel. Nach Probefahrten im Oktober 1964 und der Übernahme durch die Black Sea Shipping Company am 14. November 1964 wurde das Schiff im selben Monat nach Odessa überführt und vorrangig für Kreuzfahrten, aber auch den Liniendienst zwischen Leningrad und Montreal in Dienst gestellt. Bis 1972 folgten noch vier weitere Schwesterschiffe, die zusammen die Ivan-Franko-Klasse bildeten.
Die Ivan Franko war während ihrer gesamten Dienstzeit in Odessa stationiert und weltweit im Einsatz, wobei sie wie ihre Schwesterschiffe auch nicht-kommunistische Länder besuchte. Nach dem Zerfall der Sowjetunion stand das Schiff ab 1991 unter ukrainischer Flagge, wurde aber weiterhin von der Black Sea Shipping Company bereedert. Im selben Jahr aufkommende Pläne zum Verkauf der Ivan Franko an die Orient Lines, die bereits das Schwesterschiff Aleksandr Pushkin als Marco Polo übernommen hatten, blieben aus Kostengründen unverwirklicht.
Im Frühjahr 1997 wurde die Ivan Franko ausgemustert und zum Abbruch nach Indien verkauft, wo sie am 21. Juli 1997 unter dem Überführungsnamen Frank bei den Abwrackwerften bei Alang eintraf. Sie war das erste Schiff ihrer Klasse, das zum Abbruch ging. Die Mikhail Lermontov war bereits 1986 gesunken, die restlichen Schiffe verblieben für verschiedene Eigner noch bis in die 2000er Jahre im Dienst. Das letzte Schiff der Klasse, die Aleksandr Pushkin, traf im Januar 2021 als  Marco Polo ebenfalls in Alang zum Abbruch ein.